# Wielki Szyszak
Wielki Szyszak (en checo: Vysoké Kolo, en alemán: Hohes Rad) es una montaña en la frontera entre la República Checa y Polonia. Está situado en el Montañas de los Gigantes parte de la cordillera de la Sudetes, justo por encima del pueblo de Jagniątków. Su punto más alto está a 1509 m sobre el nivel del mar. Se encuentra entre Śnieżne Kotły y Śmielec.